# HD 107148 b
HD 107148 b (بالإنجليزية: HD 107148 b)‏ الذي يرمز له بالرمز HD 107148b، هو كوكب خارج المجموعة الشمسية، في كوكبة العذراء، يتبع HD 107148 ‏.

## الاكتشاف
اكتشف في 15 يوليو 2006.